# 比德爾 (紐約州)
比德爾（英語：Bedell）是位於美國紐約州特拉華縣的非建制地區。

## 歷史
比德爾的郵局於1903年設立，其後於1961年停運。

## 地理
比德爾所處的海拔為高於海平面565米（即1854英呎），而該地所採用的時區為UTC-5，即北美东部时区（EST）。同時該地設有夏令時間，為UTC-5調快一小時，即UTC-4（EDT）。